# Ján Kubiš
Ján Kubiš (ur. 12 listopada 1952 w Bratysławie) – słowacki dyplomata, w latach 1999–2005 sekretarz generalny Organizacji Bezpieczeństwa i Współpracy w Europie, od 2006 do 2009 minister spraw zagranicznych, w latach 2009–2011 sekretarz wykonawczy UNECE.

## Życiorys
Ukończył w 1976 studia w Moskiewskim Państwowym Instytucie Stosunków Międzynarodowych. Od 1986 pracował w resorcie spraw zagranicznych Czechosłowacji, a od 1992 był dyplomatą w ramach ministerstwa spraw zagranicznych Słowacji. Początkowo zatrudniony w departamencie międzynarodowych organizacji gospodarczych i kancelarii ministra. Od 1980 do 1985 pracował w ambasadzie Czechosłowacji w Addis Abebie w Etiopii na stanowiskach attaché i trzeciego sekretarza. Między 1985 a 1988 kierował sekcją ds. bezpieczeństwa i kontroli zbrojeń w MSZ w Pradze. Od 1989 przebywał na placówce w Moskwie, najpierw jako pierwszy sekretarz, następnie między 1990 a 1991 jako zastępca ambasadora. Od 1991 do 1992 był dyrektorem generalnym sekcji euroatlantyckiej w Ministerstwie Spraw Zagranicznych Czeskiej i Słowackiej Republiki Federacyjnej.
Od 1993 do 1994 był stałym przedstawicielem Słowacji przy ONZ w Genewie, a także przy WTO i innych organizacjach międzynarodowych. Od 1994 do 1998 zajmował stanowisko dyrektora Centrum Zapobiegania Konfliktom w sekretariacie OBWE. Następnie do 1999 pełnił funkcję specjalnego przedstawiciela sekretarza generalnego ONZ w Tadżykistanie, kierując jednocześnie misją obserwatorów w tym kraju. Od 1999 do 2005 był sekretarzem generalnym Organizacji Bezpieczeństwa i Współpracy w Europie. W 2005 został mianowany specjalnym wysłannikiem Unii Europejskiej ds. Azji Środkowej.
W lipcu 2006 powrócił na Słowację, obejmując urząd ministra spraw zagranicznych w rządzie Roberta Ficy. Sprawował go do stycznia 2009, kiedy to zastąpił go Miroslav Lajčák. Ustąpił w związku z ogłoszoną w grudniu 2008 nominacją na sekretarza wykonawczego Europejskiej Komisji Gospodarczej (UNECE). Instytucji tej przewodniczył do listopada 2011, kiedy to stanął na czele Misji Wsparcia Narodów Zjednoczonych w Afganistanie.
W 2015 objął urząd specjalnego przedstawiciela sekretarza generalnego ONZ w Iraku. Funkcję tę pełnił do 2018. W 2019 został specjalnym koordynatorem ONZ do spraw Libanu. W 2021 objął kierownictwo UNSMIL, Misji Wsparcia Narodów Zjednoczonych dla Libii. W listopadzie tegoż roku ogłosił swoją rezygnację z zajmowanego stanowiska.
Był niezależnym kandydatem w wyborach prezydenckich w 2024. Otrzymał w nich 2,0% głosów, zajmując szóste miejsce.